# 上田将勝
上田 将勝（うえだ まさかつ、1977年12月21日 - ）は、日本の男性元総合格闘家。京都府京都市出身。パラエストラ東京所属。元修斗世界フェザー級王者。ONE FCバンタム級グランプリ王者。

## 来歴
南京都高校（現・京都廣学館高校）、国士舘大学とレスリングを続け、大学卒業後に八隅孝平の紹介でパラエストラ東京に入門した。パラエストラの中でもレスリングだけを続けていたが、レスリングルールの変更を契機に2005年4月から総合格闘技の練習を始めた。
2005年9月18日、第12回全日本アマチュア修斗選手権ライト級（-65kg）に出場、決勝で石渡伸太郎に判定勝ちし優勝を果たした。
2005年11月29日、修斗でプロデビュー。
2006年3月21日、第3回全日本修斗グラップリング選手権ライト級トーナメントに出場。決勝で鈴木徹に判定勝ちし、優勝を果たした。
2008年3月28日、修斗世界フェザー級（-60kg）チャンピオン決定戦で岡嵜康悦と対戦し、3-0の判定勝ちを収め王座獲得に成功した。
2008年9月28日、修斗世界フェザー級チャンピオンシップでマルコ・ロウロと対戦し、1-1の判定ドローで初防衛に成功した。
2009年3月20日、修斗世界フェザー級チャンピオンシップで田澤聡と再戦し、3-0の判定勝ちを収め2度目の王座防衛に成功した。7月19日、修斗世界フェザー級チャンピオンシップで南米大陸王者エドゥアルド・ダンタスとタイトルマッチを行い、3-0の判定勝ちを収め3度目の防衛に成功した。
2010年3月22日、4度目の防衛戦で勝村周一朗と対戦し、ニンジャチョーク（修斗の公式記録はフロントスリーパーホールド）による一本負けで王座から陥落するとともにプロ初黒星となった。
2011年9月14日、ブラジルで開催されたAmazon Forest Combat 1でホイラー・グレイシーのMMA引退試合のオファーを受け、通常より10kg上の70kg契約を呑む試合となったが、判定2-1で勝利した。
2012年1月8日、修斗 サバイバートーナメント決勝で、のちのRIZIN & Bellator二冠王者の堀口恭司と対戦。熱戦を制し2-0の判定勝ち。

### Bellator - ONE FC
2012年4月6日、Bellator初参戦となったBellator 64のバンタム級トーナメント1回戦でトラヴィス・マークスと対戦し、判定負け。試合後、Bellatorからリリースされた事が発表された。
2012年10月6日、ONE FC初参戦となったONE FC 6のバンタム級グランプリ1回戦でソン・ジョンミンと対戦し、判定勝ち。
2013年4月5日、ONE FC 8のバンタム級グランプリ準決勝でジェンス・パルヴァーと対戦し、2Rにダースチョークで一本勝ち。5月31日のONE FC 9の決勝戦ではケビン・ベリンゴンに判定勝ちを収めグランプリ優勝を果たした。
2014年5月2日、ONE FC 15でバンタム級王者ビビアーノ・フェルナンデスと対戦し、0-3の判定負けを喫し王座獲得に失敗した。

### PANCRASE
2018年5月20日、PANCRASE 296でハファエル・シウバとパンクラス・バンタム級暫定王座決定戦で再戦し、0-3の判定負け。試合後に現役引退を発表した。

## 戦績

### プロ総合格闘技
| 総合格闘技 戦績 | 総合格闘技 戦績 | 総合格闘技 戦績 | 総合格闘技 戦績 | 総合格闘技 戦績 | 総合格闘技 戦績 | 総合格闘技 戦績 |
| --------------- | --------------- | --------------- | --------------- | --------------- | --------------- | --------------- |
| 34 試合         | (T)KO           | 一本            | 判定            | その他          | 引き分け        | 無効試合        |
| 26 勝           | 2               | 6               | 18              | 0               | 2               | 0               |
| 6 敗            | 0               | 2               | 4               | 0               | 2               | 0               |

| 勝敗 | 対戦相手                   | 試合結果                     | 大会名                                                                                             | 開催年月日     |
| ×    | ハファエル・シウバ         | 5分5R終了 判定0-3            | PANCRASE 296 【パンクラス・バンタム級暫定王座決定戦】                                              | 2018年5月20日  |
| ○    | アラン“ヒロ”ヤマニハ       | 3R 4:52 アームバー           | PANCRASE 291                                                                                       | 2017年11月12日 |
| ○    | TSUNE                      | 5分3R終了 判定3-0            | PANCRASE 288                                                                                       | 2017年7月2日   |
| ○    | ビクター・ヘンリー         | 5分3R終了 判定3-0            | PANCRASE 285                                                                                       | 2017年3月12日  |
| ○    | 福島秀和                   | 5分3R終了 判定3-0            | PANCRASE 282                                                                                       | 2016年11月13日 |
| ×    | ハファエル・シウバ         | 5分3R終了 判定0-3            | PANCRASE 279                                                                                       | 2016年7月24日  |
| ○    | 土肥潤                     | 5分3R終了 判定3-0            | GRANDSLAM 4 - WAY OF THE CAGE -                                                                    | 2016年3月19日  |
| ○    | ホゼ・アルディ             | 3R 2:02 チョークスリーパー   | PANCRASE 275                                                                                       | 2016年1月31日  |
| ○    | CORO                       | 3分3R終了 判定3-0            | PANCRASE 271                                                                                       | 2015年11月1日  |
| ○    | ルイス・"ベタオ"・ノゲイラ | 5分3R終了 判定3-0            | PANCRASE 268                                                                                       | 2015年7月5日   |
| ×    | ビクター・ヘンリー         | 3R 3:22 膝十字固め           | GRANDSLAM 2 -Way of the Cage-                                                                      | 2015年2月8日   |
| ×    | ビビアーノ・フェルナンデス | 5分5R終了 判定0-3            | ONE FC 15: Rise of Heroes 【ONE FC世界バンタム級タイトルマッチ】                                   | 2014年5月2日   |
| ○    | ケビン・ベリンゴン         | 5分3R終了 判定3-0            | ONE FC 9: Rise to Power 【バンタム級グランプリ 決勝】                                              | 2013年5月31日  |
| ○    | ジェンス・パルヴァー       | 2R 3:52 スピニングチョーク   | ONE FC 8: Kings and Champions 【バンタム級グランプリ 準決勝】                                      | 2013年4月5日   |
| ○    | ソン・ジョンミン           | 5分3R終了 判定3-0            | ONE FC 6: Rise of Kings 【バンタム級グランプリ 1回戦】                                             | 2012年10月6日  |
| ×    | トラヴィス・マークス       | 5分3R終了 判定0-3            | Bellator 64 【バンタム級トーナメント 1回戦】                                                       | 2012年4月6日   |
| ○    | 堀口恭司                   | 5分3R終了 判定2-0            | 修斗 サバイバートーナメント決勝                                                                    | 2012年1月8日   |
| ○    | ホイラー・グレイシー       | 5分3R終了 判定2-1            | Amazon Forest Combat 1                                                                             | 2011年9月14日  |
| ○    | 佐藤ルミナ                 | 1R 4:23 KO（左ミドルキック） | 修斗 SHOOTOR'S LEGACY 03                                                                           | 2011年7月18日  |
| ○    | ラルフ・アコスタ           | 2R 1:13 スピニングチョーク   | 修斗 SHOOTOR'S LEGACY 01                                                                           | 2011年1月10日  |
| ○    | 田村彰敏                   | 5分3R終了 判定3-0            | 修斗 The Way of SHOOTO 03 〜Like a Tiger, Like a Dragon〜                                          | 2010年5月30日  |
| ×    | 勝村周一朗                 | 2R 3:39 ニンジャチョーク     | 修斗 The Way of SHOOTO 02 〜Like a Tiger, Like a Dragon〜 【修斗世界フェザー級チャンピオンシップ】 | 2010年3月22日  |
| ○    | エドゥアルド・ダンタス     | 5分3R終了 判定3-0            | 修斗 REVOLUTIONARY EXCHANGES 1 "UNDEFEATED" 【修斗世界フェザー級チャンピオンシップ】               | 2009年7月19日  |
| ○    | 田澤聡                     | 5分3R終了 判定3-0            | "修斗伝承 06" ROAD TO 20th ANNIVERSARY 【修斗世界フェザー級チャンピオンシップ】                    | 2009年3月20日  |
| △    | マルコ・ロウロ             | 5分3R終了 判定1-1            | "修斗伝承 03" ROAD TO 20th ANNIVERSARY 【修斗世界フェザー級チャンピオンシップ】                    | 2008年9月28日  |
| ○    | 岡嵜康悦                   | 5分3R終了 判定3-0            | 修斗 BACK TO OUR ROOTS 08 【修斗世界フェザー級チャンピオン決定戦】                                 | 2008年3月28日  |
| ○    | 山本篤                     | 5分3R終了 判定3-0            | 修斗 BACK TO OUR ROOTS 07                                                                          | 2008年1月26日  |
| ○    | 徹肌ィ郎                   | 5分3R終了 判定3-0            | 修斗                                                                                               | 2007年12月8日  |
| △    | 水垣偉弥                   | 5分3R終了 判定1-0            | 修斗 BACK TO OUR ROOTS 04                                                                          | 2007年7月15日  |
| ○    | 田澤聡                     | 3R 2:00 スピニングチョーク   | 修斗 BACK TO OUR ROOTS 02                                                                          | 2007年3月16日  |
| ○    | 松本輝之                   | 1R 4:42 三角絞め             | 修斗 【新人王決定トーナメント フェザー級 決勝】                                                    | 2006年12月2日  |
| ○    | 矢作尚紀                   | 1R 3:49 TKO（右フック）      | 修斗 下北沢修斗劇場 第16弾 〜燃えろいい男〜 【新人王決定トーナメント フェザー級 準決勝】           | 2006年10月1日  |
| ○    | マイク・ハヤカワ           | 5分2R終了 判定3-0            | 修斗 SHOOTO GIG WEST 5 【新人王決定トーナメント フェザー級 1回戦】                                 | 2006年6月3日   |
| ○    | 山下悟史                   | 5分2R終了 判定3-0            | 修斗                                                                                               | 2005年11月29日 |

### アマチュア総合格闘技
| 勝敗 | 対戦相手   | 試合結果                | 大会名                                             | 開催年月日    |
| ○    | 石渡伸太郎 | 3分2R終了 ポイント46-39 | 第12回全日本アマチュア修斗選手権【ライト級決勝】   | 2005年9月18日 |
| ○    | 谷口智則   | 4分1R終了 ポイント27-20 | 第12回全日本アマチュア修斗選手権【ライト級準決勝】 | 2005年9月18日 |
| ○    | 吉川圭太   | 4分1R終了 ポイント29-20 | 第12回全日本アマチュア修斗選手権【ライト級2回戦】  | 2005年9月18日 |
| ○    | 本徳聖     | 4分1R終了 ポイント21-20 | 第12回全日本アマチュア修斗選手権【ライト級1回戦】  | 2005年9月18日 |
| ○    | 荒木浩太   | 3分2R終了 ポイント51-44 | 東京フリーファイト3                                | 2005年5月29日 |

## 獲得タイトル
- 第9回全日本コンバットレスリング選手権大会 60kg級 優勝（2003年）
- 第5回東日本アマチュア修斗選手権 ライト級 優勝（2005年）
- 第12回全日本アマチュア修斗選手権 ライト級 優勝（2005年）[2]
- 修斗フェザー級新人王（2006年）
- 第5代修斗世界フェザー級王座（2008年）
- ONE FCバンタム級グランプリ 優勝（2013年）

## 表彰
- 修斗 新人王MVP（2006年）